# Hyères Football Club
Pour les articles homonymes, voir HFC.
 (février 2023).
Si vous disposez d'ouvrages ou d'articles de référence ou si vous connaissez des sites web de qualité traitant du thème abordé ici, merci de compléter l'article en donnant les références utiles à sa vérifiabilité et en les liant à la section « Notes et références ».
Maillots
Actualités
Dernière mise à jour : 22 octobre 2024.
Le Hyères Football Club est un club français de football situé à Hyères dans le Var. Il participe au Championnat de France de football de National 2 lors de la saison 2024-2025.
Le club a participé à la première édition du championnat de France. Relégué, le club participe à une édition de la deuxième division avant d'abandonner son statut professionnel. Depuis, le club n'a pas dépassé le troisième niveau du football français.
Évoluant jusqu'en 1928 au stade Godillot, le club s'installe ensuite au Stade Perruc capable d'accueillir aujourd'hui 1 760 spectateurs.

## Histoire

### Les débuts (1911-1932)

#### Une saison en D1
En 1932, le club obtient le statut professionnel et est intégré à la Division 1 lors de la saison 1932-1933 du championnat de France de football. Le 1er match de l'histoire du Hyères FC en D1 se solde par une défaite contre le RC France (1-2). La 1re victoire est obtenue lors de la 2e journée contre Excelsior (3-1).
Le 4 avril 1932, la Fédération émet quelques réserves quant au dossier de candidature du club au statut professionnel. Le 9, l'accord est définitif : le HFC aura un statut pro dès juillet 1932. Hyères évolue ainsi en D1 professionnelle en 1932-33. Les Perruquiers terminent 9e sur 10 de leur groupe et sont relégués en D2. En raison du manque de soutien local, le président Barthélémy Perruc décide d'abandonner le statut pro à la fin de la saison 1933-34. En 1934, faisant suite à un lourd déficit budgétaire, le Hyères FC abandonne le professionnalisme et rejoint le championnat régional.

### Champion de France de Division Nationale (1950)
Hyères remporte la Division Nationale en 1950 en battant en finale l'US Auchel.
Par la suite le club se  pérennise dans le haut niveau amateur et avance dans le temps. Au fur et à mesure le club se maintient au haut niveau, avec l'encouragement et le soutien du maire de la ville, M. Léopold Ritondale, lui-même ancien secrétaire général du club. Le club peut compter sur le travail des dirigeants et des figures emblématiques telles Alain Girardo ou encore Gérard Daziano fraîchement élu président du club.
Le Hyères Football Club entre dans une nouvelle ère à partir des années 2000. L'équipe hyèroise menée par des joueurs cadres comme Nicolas Istace alterne entre le bon et le moins bon, le CFA et le CFA2. En mai 2007, l'équipe du HFC a rejoint le Championnat de France Amateur après deux années consécutives passées en CFA2, avant d'accéder au championnat National en 2009.
Le club redescend en CFA la saison 2010-2011. L'équipe fanion est entraînée par le Hyérois Lilian Compan depuis la saison 2018-2019.

### Une nouvelle ère
En février 2021, le club annonce l'arrivée de Mourad Boudjellal en tant qu'actionnaire majoritaire du club.
Triple vainqueur de la coupe d'Europe en 2013, 2014 et 2015 et vainqueur du  championnat de France en 2014 à la présidence du Rugby club toulonnais, il devient président dès juillet 2021. Le 3 février 2021, Nicolas Anelka devient le nouveau directeur sportif du club mais décide de quitter le club le 4 mai 2021 en déclarant que le projet sportif n'est plus le même, du fait de l'arrêt de la compétition sportive, conséquence directe de la crise sanitaire de la COVID-19. Nicolas Garrigues succède au mois de juin 2023 à Mourad Boudjellal toujours actionnaire. Garrigues quitte le club en mai 2024.

## Palmarès et records

### Palmarès
Le tableau suivant récapitule les performances du Hyères Football Club dans les diverses compétitions françaises et européennes.
| Compétitions nationales | Compétitions régionales                                              |
| --- | -------------------------------------------------------------------- |
| Championnats - Championnat de France amateurs (1) - Champion en 1950. - Championnat de France D4 - Vainqueur de groupe en 2009. - Championnat de France D5 (1) - Champion en 2007. Coupes - Coupe de France - Meilleure performance : demi-finaliste en 1941 (zone non occupée) | Championnats - Ligue du Sud-Est (3) - Vainqueur en 1949, 1960, 1964. |

## Image et identité

Ancien blason
Blason de 1999 à 2017
Blason de 2017 à 2021
Blason depuis 2021

## Personnalités du club

### Présidents
- 2017-2021 :  Jean-Pierre Blasco
- 2021-2023 :  Mourad Boudjellal
- 2023-2024 :  Nicolas Garrigues
- 2024- :  Sébastien Billiez et  Guillaume Sordello

### Entraîneurs
| Rang | Période   | Entraîneur           |
| ---- | --------- | -------------------- |
| 1    | 1930-1931 | Metha                |
| 2    | 1932-1933 | Charles Comte        |
| 3    | 1933-1934 | Émile Friess         |
| 4    | 1941-1953 | Gabriel Robert       |
| 5    | 1953-1961 | Albert Molina        |
| 6    | 1961-1966 | Gabriel Robert       |
| 7    | 1966-1968 | Christian Donnat     |
| 8    | 1983-1984 | Dubernet             |
| 9    | 1987-1988 | Guy Roussel          |
| 10   | 1993-2002 | Patrick Bruzzichessi |
| 11   | 2002-2003 | Patrick Decugis      |
| 12   | 2003-2010 | Patrick Bruzzichessi |
| 13   | 2010      | Robert Buigues       |
| 14   | 2010-2018 | André Blanc          |
| 15   | 2018-2021 | Lilian Compan        |
| 16   | 2021-2022 | Hakim Malek          |
| 17   | 2022-2024 | Karim Masmoudi       |
| 18   | 2024-     | Lilian Compan        |

### Joueurs

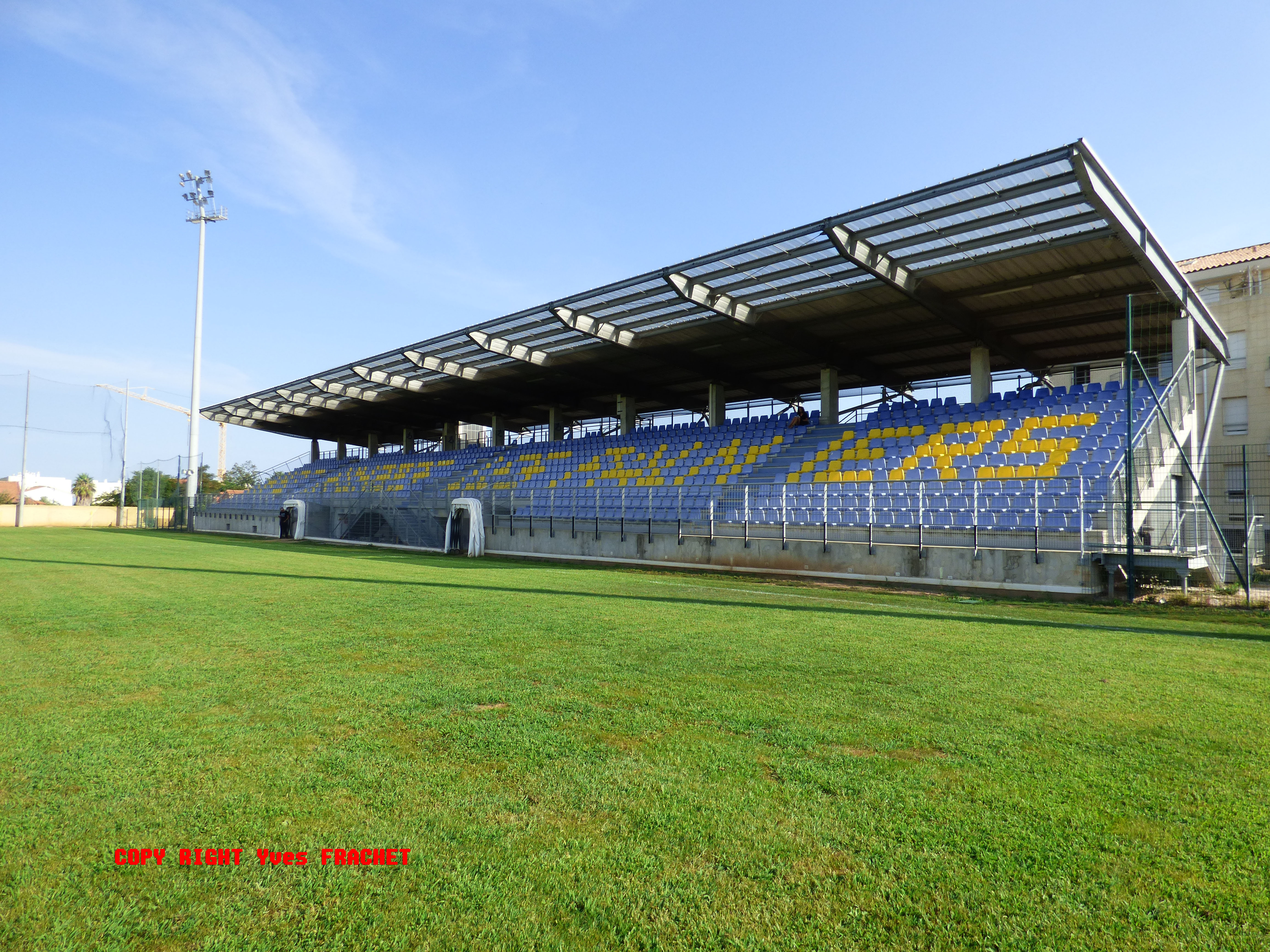
Tribune du stade Perruc.

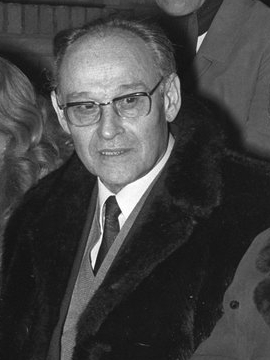
Alexander Schwartz
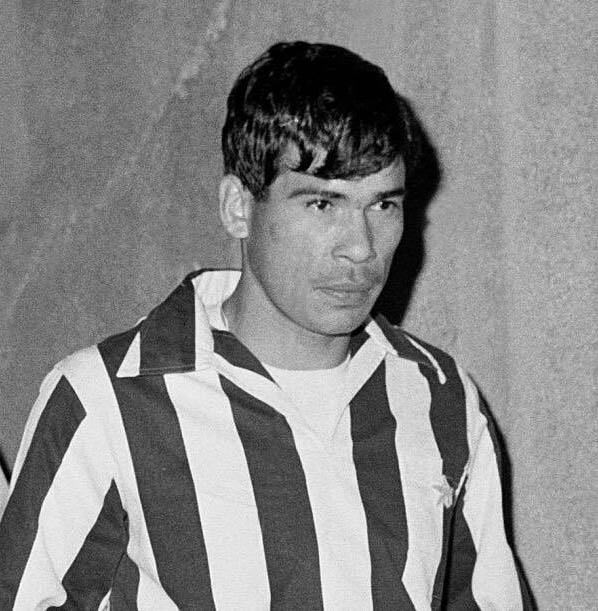
Néstor Combín
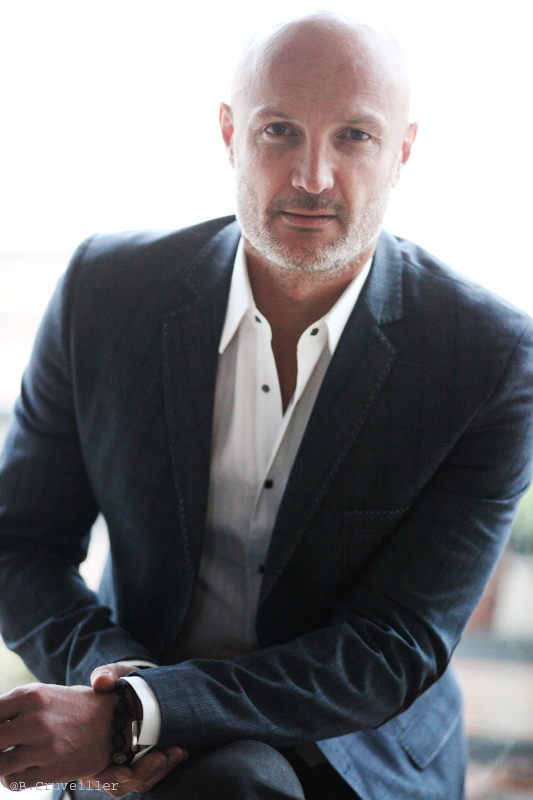
Frank Lebœuf

## Aspects juridiques et économiques
L'arrivée de Mourad Boudjellal permet au club d'adopter le statut de SASP à partir du 1er juillet 2021.
Le budget du club pour la saison 2020-2021 est de 400 000 euros. Il passe à 2,5 millions d'euros pour la saison 2021-2022.

## Autres équipes
Le Hyères FC a été le premier club du District du Var à obtenir le label FFF Jeune Élite 2016-2018. Grâce à son école de football féminin, il a obtenu  le label école féminine bronze en 2016, qui a été prolongé en 2018 pour 3 années.